# 倮格乡
倮格乡，是中华人民共和国四川省凉山彝族自治州宁南县曾经下辖的一个乡。2019年12月，撤销倮格乡，将原倮格乡拉堡村、友谊村、梨树村、杉木箐村所属行政区域划归白鹤滩镇管辖，将原倮格乡红梁村所属行政区域划归骑骡沟镇管辖。

## 行政区划
倮格乡撤销前下辖以下地区：
友谊村、梨树村、杉木箐村、红梁村和拉堡村。